# Некомбатанты
Некомбата́нты (нонкомбаттанты, фр. non-combattants — «не воюющие») — входящие в состав вооружённых сил лица, функции которых сводятся лишь к обслуживанию и обеспечению боевой деятельности вооружённых сил, и которые имеют право применять оружие только в целях самообороны.
В международном праве некомбатантами признаются лица, не входящие в состав вооружённых сил воюющих государств, а также хотя и входящие в состав действующей армии (в качестве обслуживающего персонала), но не принимающие непосредственного участия в сражении с оружием в руках.
Согласно Женевским конвенциям о защите жертв войны 1949 года и Дополнительному протоколу I 1977 года к этим конвенциям, к некомбатантам относятся медицинский, интендантский персонал, военные юристы, корреспонденты, духовные лица.
Международное право проводит различие между этими лицами и комбатантами (солдатами, офицерами и генералами, непосредственно участвующими в бою и осуществляющими руководство боевыми действиями) и предусматривает для некомбатантов специальный правовой статус в случае задержания их неприятелем.
Если некомбатанты принимают непосредственное участие в боевых действиях, они утрачивают свой статус — становятся комбатантами, и только тогда против них может применяться оружие.
Некомбатанты не могут быть непосредственным объектом вооружённого нападения противника, поскольку, в отличие от комбатантов, не являются субъектами применения насилия в военном конфликте (согласно определению IV Гаагской конвенции). Соответственно, при их задержании противником в ходе военных действий они не должны считаться военнопленными; им должны быть предоставлены все возможности, необходимые для оказания медицинской и духовной помощи военнопленным; их нельзя принуждать к работе, не связанной с выполнением медицинских и религиозных обязанностей.